# Pyramica emmae
Pyramica emmae är en myrart som först beskrevs av Carlo Emery 1890.  Pyramica emmae ingår i släktet Pyramica och familjen myror. Inga underarter finns listade i Catalogue of Life.